# Жук Володимир Миколайович
Володимир Миколайович Жук (нар. 30 травня 1986, Запоріжжя) — український футболіст, воротар аматорського клубу «Таврія-Скіф».

## Біографія
Вихованець запорізької СДЮШОР «Металург». Перший тренер — М. Роздобудько.
Довгий час грав за другу команду «Металурга», що виступала у Другій лізі. За основний склад дебютував 19 жовтня 2008 року у виїзному матчі з полтавською «Ворсклою» (1:1). Проте основним воротарем запорожців так і не став, виходячи лише за необхідності.
Влітку 2011 року, після того як команда вперше за часів незалежності покинула елітний дивізіон, Жук знову був відправлений до другої команди, а в кінці року покинув клуб.
На початку 2012 року приєднався на правах вільного агента до першолігової «Кримтеплиці», але й там не завоював постійного місця в основі і влітку того ж року розірвав контракт з «тепличниками».
У кінці жовтня повернувся до «Металурга», куди був взятий як третій воротар після досвідченого Віталія Руденка та молодого Олексія Шевченка, тому за першу команду так і не грав.
З 2015 року грає за аматорський клуб «Таврія-Скіф».

### Збірна
Викликався до складу юнацької та молодіжної збірних України.